# لويك فودجو
ماكسيم لوك فودجو نغويغانغ (بالفرنسية: Maxime Loïc Feudjou)‏ (ولد في 14 أبريل 1992 في دوالا) لاعب كرة قدم دولي كاميروني يلعبفي مركز حارس مرمى .

## روابط خارجية
- لويك فودجو على موقع الاتحاد الدولي (مؤرشف)  (الإنجليزية)
- لويك فودجو على موقع الاتحاد الأوربي (الإنجليزية)
- لويك فودجو على موقع قاعدة بيانات كرة القدم.إي يو (الإنجليزية)
- لويك فودجو على موقع ناشيونال فوتبول تيمز (الإنجليزية)
- لويك فودجو على موقع Soccerway.com (الإنجليزية)
- لويك فودجو على موقع عالم كرة القدم.نت (الإنجليزية)
- لويك فودجو على موقع AS.com (الإسبانية)